# Pawilon Wyspiańskiego
Pawilon Wyspiańskiego – budynek o funkcjach wystawienniczych znajdujący się w Krakowie, w dzielnicy I Stare Miasto na rogu ulic Grodzkiej 19 i placu Wszystkich Świętych 1–2. 
Budynek powstał na wąskiej działce, na miejscu wyburzonej w 1939 kamienicy „Pod Lipką”, w sąsiedztwie Pałacu Wielopolskich, obecnie siedziby Urzędu Miasta Krakowa. W konkursie architektonicznym na projekt zabudowy działki po kamienicy wygrał w roku 1992 projekt Koreańczyka Nonchi Hwafonga Wanga.
Ideę budowy pawilonu zgłosił w ramach Festiwalu Kraków 2000 w roku 1998 Andrzej Wajda, który zaproponował też, by w ścianę frontową budynku wkomponowano trzy niezrealizowane dotychczas witraże Stanisława Wyspiańskiego. Projekt pawilonu opracował krakowski architekt Krzysztof Ingarden.
Budowę pawilonu rozpoczęto w 2005 od przeprowadzenia badań archeologicznych sfinansowanym przez Fundację „Wyspiański 2000”. Po zakończeniu badań podjęto prace budowlane w połowie 2006 roku. Koszt budowy wyniósł 10,7 mln zł, z czego 3 mln zł zostały przekazane przez Ministerstwo Kultury i Dziedzictwa Narodowego. Uroczystego otwarcia w ramach dokonał prezydent miasta Jacek Majchrowski 2 czerwca 2007 roku. 
Budynek posiada dekoracyjną fasadę, składającą się ze specjalnych ceglanych płytek, zamocowanych na metalowych prętach. Ich odpowiednie ustawienie pozwala na zmianę oświetlenia wnętrza – z lewej strony budynku, gdzie eksponowane są witraże, jest ono zaciemnione, a z prawej – otwarte i jasne. Trzy witraże zostały wykonane przez Piotra Ostrowskiego w Krakowskim Zakładzie Witrażów S.G. Żeleński według projektu Stanisława Wyspiańskiego dla katedry wawelskiej, której władze wówczas nie zgodziły się na ich realizację. Przedstawiają one św. Stanisława, Kazimierza Wielkiego i Henryka Pobożnego.
Od 31 maja 2007 roku do 31 sierpnia 2022 roku pawilonem zarządzało Krakowskie Biuro Festiwalowe na mocy umowy dzierżawy z Gminą Miejską Kraków. Od 1 września pawilonem zarządza spółka Kraków5020. W Pawilonie Wyspiańskiego zlokalizowany jeden z punktów Sieci Informacji Miejskiej InfoKraków. . 

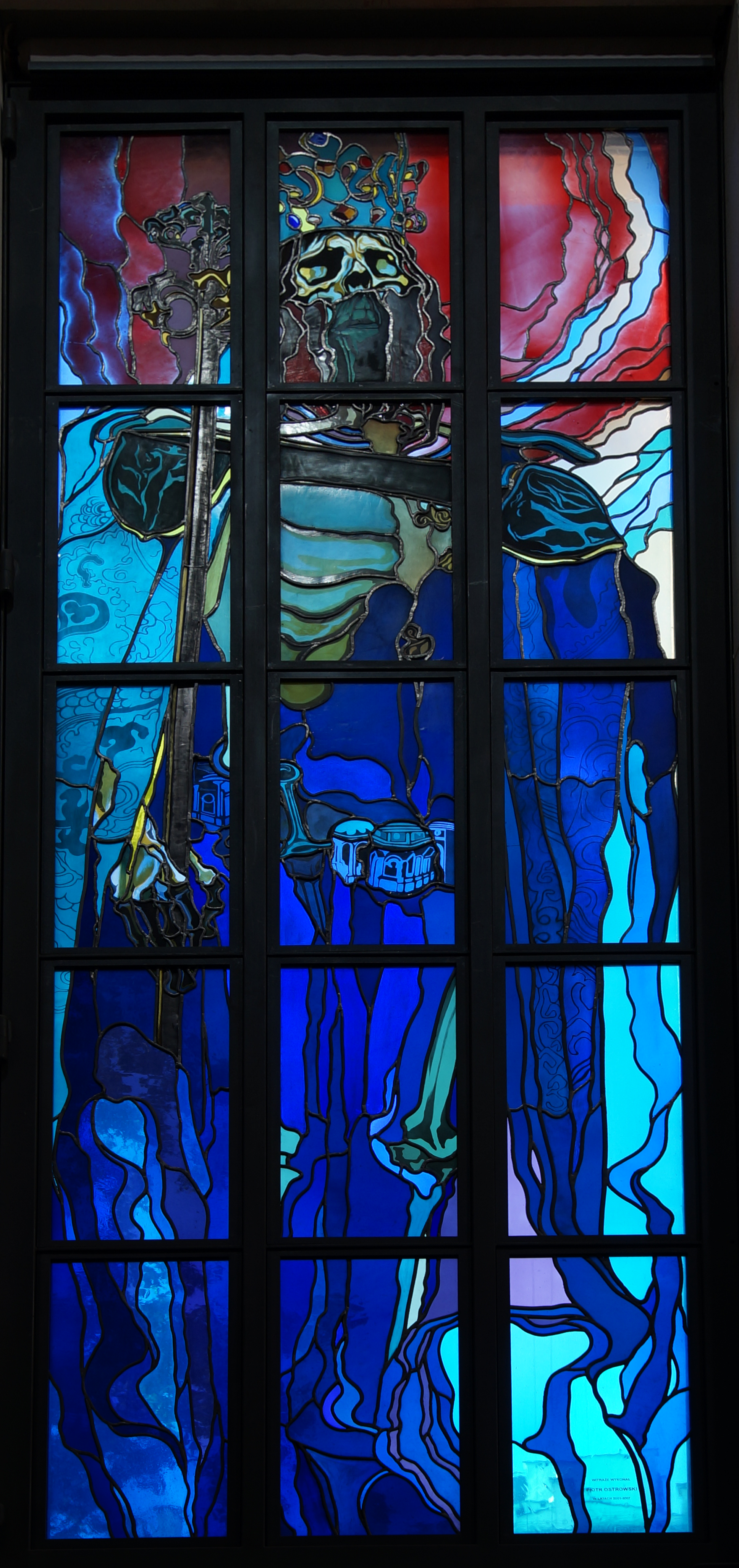
Witraż według projektu Wyspiańskiego - Kazimierz Wielki
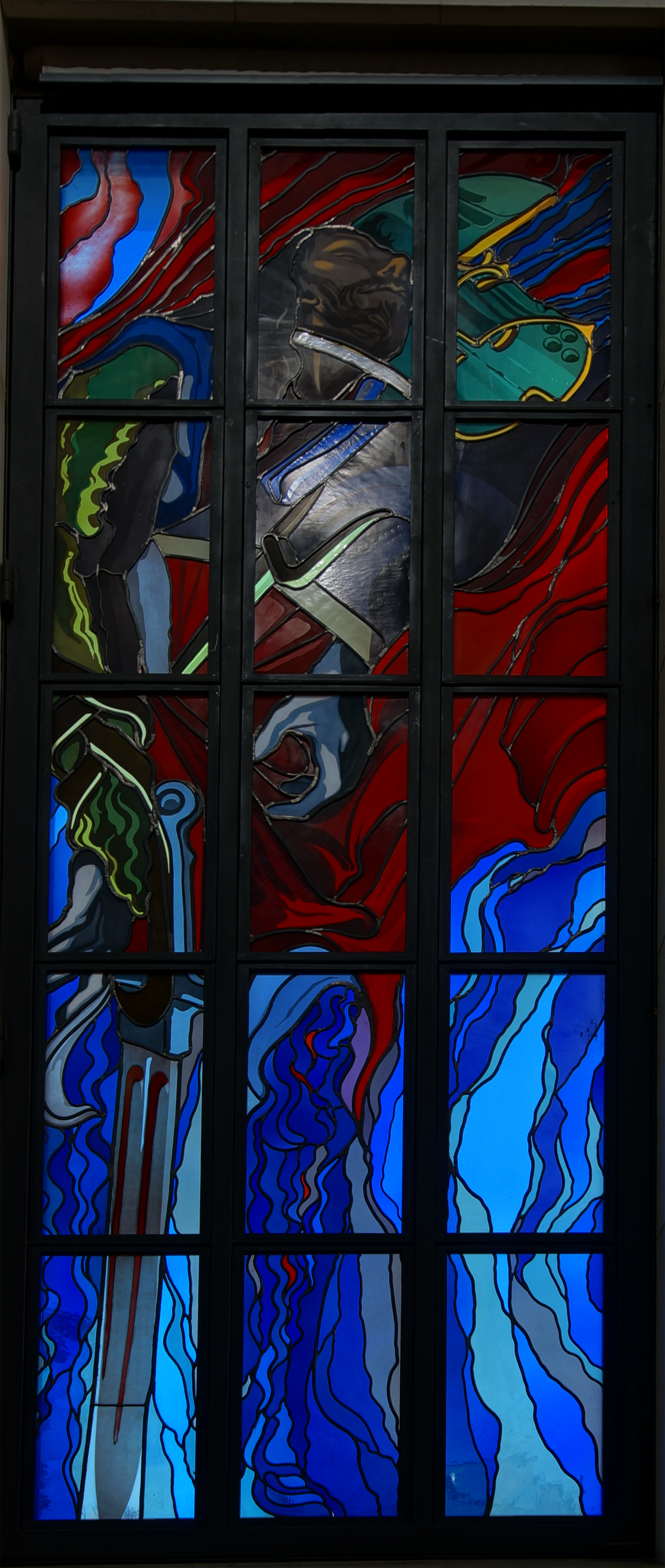
Witraż według projektu Wyspiańskiego - Henryk Pobożny
Witraż według projektu Wyspiańskiego - św. Stanisław